# Norman Granz
Norman Granz (Los Angeles, 6 augustus 1918 – Genève, 22 november 2001) was een Amerikaanse producent en impresario.

## Jeugd
Norman Granz werd geboren op 6 augustus 1918 als oudste zoon van Morris Granz, die in 1905 na de mislukte revolutie van 1905 uit Rusland geëmigreerd was, en Ida Clara Melnick, eveneens een Joodse immigrant, die elkaar in St. Louis ontmoet hadden. Granz groeide op in een conservatief Joods gezin eerst nabij Vernon Avenue, later in Long Beach. Kort na 1932 volgde Ganz onderwijs aan de Theodore Roosevelt High School. Granz studeerde filosofie aan de Universiteit van Californië, waar zijn interesse in Jazz, met name door Coleman Hawkins ontstond. In 1941 brak hij zijn studie af om bij de luchtmacht te gaan, waar hij een opleiding tot piloot volgde, maar hij haalde geen vliegbrevet. Hij verliet de luchtmacht in 1942 en vertrok naar New York, waar hij de artiesten opzocht, die hij in L.A. had leren kennen, zoals Marie Bryant met wie hij bevriend raakte.

## Carrière
Granz werkte als leerling en later assistent filmredacteur in de Metro-Goldwyn-Mayer-studio's en begeleidde in 1944 de productie van de korte film Jammin' the Blues van Gjon Mili, met wie hij in 1950 ook de muziekfilm Improvisation draaide. In juli 1944 organiseerde hij in het Philharmonic Auditorium van Los Angeles een eerste concert met jazzmuzikanten, die vervolgens in kleine groepen optraden en aan het einde samenwerkten tijdens een jamsessie op het podium. Daaruit ontwikkelde Granz een hele reeks Jazz at the Philharmonic-concerten. Na beginsuccessen in Los Angeles breidde hij de concerten in 1946 uit tot tournees, die vervolgens in de Verenigde Staten en ten slotte tot aan het eind van de jaren 1960 wereldwijd werden georganiseerd.
In 1944/1945 en tussen 1948 en 1951 werkte hij als platenproducent voor verschillende labels. Veelbetekenend werd zijn platenreeks The Jazz Scene vanwege het experimentele karakter en de tot dusver niet gebruikelijke opnamen van jazzconcerten op geluidsdragers. In 1946 richtte hij het eerste onafhankelijk label Clef Records op en daarna in 1953 het label Norgran voor de moderne jazz. Hier verschenen opnamen van Lester Young en Dizzy Gillespie. Bovendien richtte hij het label Down Home op voor traditionele jazz van Kid Ory en Red Allen. Al sinds 1951 kocht hij de rechten aan zijn producties, zoals die van Charlie Parker, Clifford Brown en Sarah Vaughan bij Mercury Records, terug en bracht deze in 1956 onder het label Verve Records samen, waar hij vervolgens vooral met Ella Fitzgerald belangrijke opnamen produceerde, waaronder enkele van haar beroemde Song Books, songverzamelingen van beroemde componisten zoals Cole Porter, Duke Ellington en Harold Arlen.

## Strijd tegen racisme
Granz verzette zich tegen racisme en streed voor zijn artiesten, van wie velen afro-amerikaans waren.
Oscar Peterson vertelde hoe Granz er ooit op stond dat witte taxichauffeurs zijn zwarte artiesten als klant meenamen, terwijl een politieagent een geladen pistool op zijn buik richtte. Granz was ook een van de eersten die blanke en zwarte kunstenaars hetzelfde salaris betaalde en hen zelfs op kleine details, zoals kleedkamers, gelijk behandelde.
Granz leidde ook de strijd tegen de segregatie van de hotels en casino's in Las Vegas, met het argument dat het oneerlijk was dat zwarte artiesten op de podia konden optreden, maar niet konden blijven of gokken in de hotels, of zelfs via de voordeuren naar binnen konden.

## Vertrek naar Europa
In 1957 verplaatste hij zijn werkzaamheden naar Europa, vestigde zich in 1960 in Zwitserland en verkocht in 1961 zijn label aan MGM Records. De functie van Granz werd ingenomen door Creed Taylor. Granz wijdde zich nu versterkt aan het management van Ella Fitzgerald, Oscar Peterson en deels ook aan Duke Ellington en Jazz at the Philharmonic.
In 1973 richtte hij opnieuw een platenlabel op, het label Pablo Records op, vernoemd naar zijn vriend Pablo Picasso. In het bijzonder met jamsessie-achtige concerten van zijn artiesten tijdens het Montreux Jazz Festival respectievelijk met de daar ontstane opnamen bereidde hij de wedergeboorte voor van de swing en de bop.
Granz duidde steeds weer aan, dat hij drie doelen had: zonder racistische discriminatie muziek te produceren, goede producten te leveren aan het auditorium en daarmee geld te verdienen. Norman Granz was de grote mentor van de Duitse concertorganisator Fritz Rau.